# کنوانسیون صلح ابتدایی (۱۸۲۸)
کنوانسیون صلح ابتدایی یک معاهده دوجانبه بود که در ۲۷ اوت ۱۸۲۸ بین امپراتوری برزیل و استان‌های متحد ریو د لا پلاتا با میانجیگری بریتانیا امضا شد و به جنگ سیسپلاتین پایان داد و منجر به استقلال اروگوئه و به رسمیت شناختن این کشور گردید.
کنوانسیون صلح ابتدایی نتیجهٔ جلساتی بود که توسط نمایندگان امپراتوری برزیل و استان‌های متحد ریو د لا پلاتا - کشور سلف آرژانتین - بین ۱۱ و ۲۷ اوت ۱۸۲۸ در ریو دو ژانیرو، برزیل برگزار شد. این کنوانسیون یا معاهده، استقلال اروگوئه را از دو کشور برزیل و آرژانتین اعلام نمود و موجب ایجاد کشوری جدید در میان این دو دولت گردید. استقلال اروگوئه در ۴ اکتبر همان سال، زمانی که کشورهای امضاکننده معاهده در مونته‌ویدئو، معاهده را تصویب کردند، به‌طور قطعی برقرار گشت.

## اهداف
در سال ۱۸۲۸، جنگ سیسپلاتین به بن‌بست رسیده بود و نیروهای زمینی آرژانتین قادر به تصرف هیچ شهر بزرگی نبودند، و نیروهای برزیل با کمبود شدید نیروی انسانی برای یک حمله تمام عیار علیه نیروهای آرژانتینی از حرکت بازمانده بودند. بار سنگین جنگ و ابعاد فزاینده مالی باعث شد فشار عمومی مردم برزیل دولت این کشور را به صلح و دیپلماسی سوق دهد.
در این زمینه، در ۲۰ فوریه ۱۸۲۸ برزیل و آرژانتین تصمیم گرفتند مذاکرات صلح را با میانجیگری بریتانیای کبیر آغاز کنند؛ زیرا این کشور هم به دلیل موانع تجاری شدیدی که محاصره بوئنوس آیرس برای ریو د لا پلاتا ایجاد کرده بود، علاقه‌مند به حل مسالمت آمیز جنگ بود.
لرد جان پونسونبی به عنوان میانجی برای مذاکرات انتخاب شد و ولی بلافاصله آرژانتین عدم تمایل خود به واگذاری منطقه اروگوئه امروزی به برزیل را اعلام کرد. برزیل هم دوست نداشت آرژانتین هیچ منطقه ای از استان سیسپلاتین را ضمیمه کشور خود کند.
با در نظر گرفتن این ملاحظات، پوسونبی پیشنهاد کرد کشور اروگوئه مستقل ایجاد شود تا هم برزیل و هم آرژانتین به منظور برقراری مجدد صلح در لاپلاتا آرامش یابند و به خواسته‌های برزیل در مورد حاکمیت آن بر Missões Orientais و حق دریانوردی آزادانه آرژانتینی‌ها در منطقه رضایت دهند.
این طرح اگرچه با مخالفت اولیه آرژانتین مواجه شد، اما این دیپلمات موفق شد آرژانتین را متقاعد کند که دیگر امکان صرف هزینه برای جنگ با هدف دستیابی به استان باندا اورینتال وجود ندارد و موفق شد معاهده را در ۲۷ اوت ۱۸۲۸ به توافق برساند.

## تاریخ‌نگاری
مورخان اروگوئه ای دو دیدگاه اصلی در مورد این معاهده و تولد اروگوئه به عنوان یک کشور مستقل دارند. گروه اول معتقدند که ایده ایجاد دولت-ملت اروگوئه قبل از این معاهده وجود داشته‌است و به رقابت مونته ویدئو با بوئنوس آیرس اشاره می‌کنند که حلقه‌های ضعیفی که نایب السلطنه ریودولا پلاتا را متحد کرده بود توسط خوزه گرواسیو آرتیگاس نفی می‌شد و او تمرکزگرایی این کشور را نقد می‌کرد. این چشم‌انداز توسط فرانسیسکو بائوزا، خوان زوریلا د سن مارتین، پابلو بلانکو آسودو، ماریو فالکائو اسپالتر و خوان پیول دوتو ارائه می‌شود. گروه دوم در عوض معتقدند که اروگوئه‌ای‌ها همچنان می‌خواستند بخشی از استان‌های متحد ریودولا پلاتا باشند، و اشاره می‌کنند که آرتیگاس مخالف تمرکزگرایی بود، اما هرگز ایده‌های جدایی‌طلبانه واقعی نداشت. آن‌ها استقلال اروگوئه را به عوامل خارجی، عمدتاً نفوذ بریتانیا، نسبت می‌دهند. این دیدگاه نیز توسط ادواردو آسودو واسکز، آریوستو گونزالس، اوجنیو پتی مونوز، واشینگتن ریس آبادی، آلبرتو متول فرره و اسکار بروکرا تأیید می‌شود.
مورخ لئوناردو بورخس استدلال می‌کند که روز استقلال که در ۲۵ آگوست جشن گرفته می‌شود، منعکس کننده تولد واقعی ملت نیست. هنگامی که استقلال با تعهد کشورهای امپراتوری برزیل و استان‌های متحد ریودولا پلاتا در ۲۵ اوت ۱۸۲۵ امضا شد، اروگوئه بخشی از آرژانتین و در واقع باندا اورینتال بود. بورخس می‌گوید: «به نظر می‌رسد این جشن بی‌معنی است». آنا ریبیرو، معاون وزیر آموزش و فرهنگ، استدلال می‌کند که همه این تاریخ‌ها خودسرانه هستند و استدلال می‌کند که روز باستیل هم تاریخ تعیین‌کننده انقلاب فرانسه را جشن نمی‌گیرد.

## کتابشناسی - فهرست کتب
- Nahum, Benjamín (1994). Manual de Historia del Uruguay 1830-1903. Montevideo. Editorial De la Banda Oriental.
- Méndez Vives, Enrique (1990). Historia Uruguaya. Montevideo. Editorial De la Banda Oriental.